# Перестенко Марина Володимирівна
Пересте́нко Мари́на Володи́мирівна, член КПУ; ВР України, член фракції КПУ (з 11.2007), член Комітету з питань податкової та митної політики (з 12.2007).
Народилась 5 березня 1966 (Саки, Крим. обл.); син Олександр (1989).
Освіта: Кримський сільсько-господарський інститут (1988).
З 09.1983 — робітниця виноградарської бригади, колгосп «Шлях Леніна» Сімферопольського району. З 1989 — бригадир виноградарської бригади, з 1990 — начальник цеху багаторічних насаджень і овочівництва, агроном. З 1994 — голова селянського (фермерського) господарства «Марс», с. Роздолля Сімферопольського району.

## Депутатська діяльність
Народний депутат України 6-го скликання з 11.2007 від КПУ, № 3 в списку. На час виборів: голова селянського (фермерського) господарства «Марс», член КПУ.
10 серпня 2012 року у другому читанні проголосувала за Закон України «Про засади державної мовної політики», який суперечить Конституції України, не має фінансово-економічного обґрунтування і спрямований на знищення української мови. Закон було прийнято із порушеннями регламенту.